# Євразійський Союз
Євразі́йський Сою́з (рос. Евразийский Союз, біл. Еўразійскі Саюз, каз. Еуразиялық Одақ) — геополітичний проєкт реставрації імперської гегемонії Росії (після розпаду СРСР, через наступні етапи: створення СНД, Союзу Білорусі та Росії, Митного Союзу, ЄврАзЕС, ЄЕП), започаткований Володимиром Путіним. За думкою аналітиків, Євразійський Союз є російською спробою антитези Європейського Союзу.
На відміну від «соціалістичного» СРСР, чиєю офіційною ідеологією був пролетарський інтернаціоналізм, «Євразі́йський Сою́з» базується на панрусизмі та латентному (прихованому) російському шовінізмі. Ідейним підґрунтям Євразійського Союзу служить концепція Російський світ.

## Мета
На думку кандидата історичних наук Олександра Дудніка[хто?], Євразійський проєкт має стати завершальним етапом економічної політичної, військової та культурної інтеграції в рамках одного полюсу на пострадянських просторах на чолі з Росією. Реалізація цього проєкту відповідає зовнішньополітичній стратегії Росії, розрахованій до 2020 року, продовжує дослідник, та буде здійснюватися в рамках передвиборчої президентської кампанії Путіна 2012-го(джерело не відкривається)
Ось як окреслює Володимир Путін мету появи Євразійського Союзу:
| «Ми пропонуємо модель потужного наднаціонального об'єднання, здатного стати одним з полюсів сучасного світу і при цьому грати роль ефективної «зв'язки» між Європою і динамічним Азіатсько-Тихоокеанським регіоном.» — В. Путін.[5] |
Низка оглядачів та дослідників вважає, що неофіційною метою, згідно зі словами того ж Путіна, є поновлення антипода Європейського Союзу — мілітаристичної диктаторської світової «наддержави», подібної до колишньої наддержави — СРСР, яка припинила своє існування у 1991 році
Зокрема, проти цього проєкту досить різко висловився лідер Узбекистану Іслам Карімов:
| «Ні для кого не є таємницею, що в наші дні робляться різноманітні і все активніші спроби, спрямовані на те, щоб представити в брехливому світлі труднощі, з якими ми сьогодні стикаємося, наполегливу роботу, виконану нами на шляху до досягнення незалежності. І, перш за все, можна спостерігати як сьогодні в колишньому радянському просторі робляться спроби спотворити шляхом помилкових трактувань картину в очах молоді, яка не жила за часів старого репресивного режиму і не має про нього достатньою інформації. Ці спроби покликані породити в їх умах ностальгію за радянським минулим». «Неважко помітити, що ті хто це робить відмовляються прийняти розпад колишнього Союзу, який був радянською імперією, як природний і законний процес, і зрозуміти, що причинами його розпаду були, перш за все, неспроможність політичних, економічних та ідеологічних основ тієї держави».[11] |

## Склад
18 листопада 2011 в Москві лідерами Росії — Медвєдєвим, Білорусі — Лукашенком та Казахстану — Назарбаєвим, була підписана декларація про створення Євразійського Союзу.
Декларація проголошує створення першого наднаціонального органу — Євразійської Комісії, яка безпосередньо займеться створенням інститутів майбутнього союзу, а також виконанням «дорожньої карти».
| Дата      | Країна                   | Кількість членів |
| --------- | ------------------------ | ---------------- |
| 2012—2013 | Білорусь Казахстан Росія | 3                |

(Білорусь та Казахстан входили та входять до складу майже всіх інтеграційних об'єднань, ініційованих російським керівництвом раніше, зокрема СНД, ЕЄП, Митного союзу та ЄврАзЕС.)

## Становище у світі

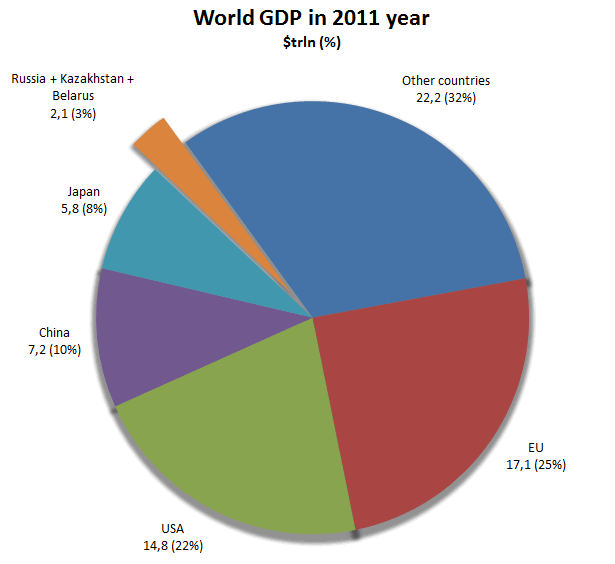
Частка країн Євразійського Союзу (Білорусь, Казахстан і Росія) у світовому ВВП:
Інші країни - $22.2 трлн. (32%)
ЄС - $17.1 трлн. (25%)
США - $14.8 трлн. (22%)
Китай - $7.2 трлн. (10%)
Японія - $5.8 трлн. (8%)
Євразійський союз (Білорусь, Казахстан, Росія) - 2.1 трлн. (3%) 2011 р.

На 2012 рік керівництво держав-членів Євразійського Союзу не досягло в розвитку власних країн якихось небуть значних успіхів, майже за всіма показниками поступаючись країнам ЄС.
Так ВВП на душу населення, розрахований за ПКС (паритетом купівельної спроможності), у 2011 році для Росії становив $ 16,700 (лише 70 місце серед усіх світових економік), для Білорусі — $ 14,900 (85 місце), для Казахстану — $ 13,000 (93 місце).
Головнею статтею наповнення бюджетів для більшості з них є експорт (для Білорусі реекспорт) природної сировини.
Зокрема загальна частка ВВП трійки країн цього союзу в 2010 році склала 2,6 % від світового.
За рівнем корупції, згідно з рейтингом Transparency International в 2010 році, Казахстан посів 105 місце серед 178 країн, Білорусь — 127, Росія — 154.
За рейтингом економічних свобод оприлюдненим The Heritage Foundation в 2010 році, Казахстан посів 78 місце серед 178 країн, Росія — 143, Білорусь — 155.
Згідно з індексом демократії, який щорічно складає Economist Intelligence Unit — Росія посідає 117 місце («Авторитарний режим») серед 167 країн, Казахстан — 137 («Авторитарний режим»), Білорусь — 139 («Авторитарний режим»)

## Україна і Євразійський союз
В Україні відношення до даного новоутворення неоднозначне. Ставлення до нього погіршилося після того, як молодіжним крилом даного проєкту, так званим Євразійським Союзом Молоді, був вчинений акт вандалізму — знищення державних символів України на горі Говерла.
На підтримку даного утворення виступили лідер КПУ Петро Симоненко та лідер КПРС Леонід Грач[джерело?].
За словами керівника українського Інституту публічної політики Віктора Чумака, російське керівництво єдине у своїх поглядах щодо України:
| «Без участі України в наднаціональних інтеграційних проектах не буде ні «Російського світу», ні «єдності слов’янських народів», ні довіри російських виборців до своїх кандидатів, які не змогли раз і назавжди розв’язати «українське питання».[4] |
Підтвердив це спікер Державної думи Росії Гризлов:
| ...«Тим часом, офіційний Київ підписав документи, що стосуються зони вільної торгівлі та участі в інтеграційних процесах з країнами СНД. У нас тісні економічні зв'язки, багато спільних проектів. Наприклад, виробництво літаків Ан. Ми хочемо бачити Україну в майбутньому Євразійському союзі і вважаємо, що без неї він буде неповним»[20] |
Натомість Президент України Віктор Янукович неодноразово наголошував на незмінності проголошеного в Конституції України курсу на інтеграцію в об'єднану Європу, хоча і з деякими омовками.